# Patru zile dintr-un an
Patru zile dintr-un an este un film românesc din 1970 regizat de Mirel Ilieșiu.